# Espérance sportive de Zarzis
 (juin 2022).
Si vous disposez d'ouvrages ou d'articles de référence ou si vous connaissez des sites web de qualité traitant du thème abordé ici, merci de compléter l'article en donnant les références utiles à sa vérifiabilité et en les liant à la section « Notes et références ».
Maillots
Actualités
L'Espérance sportive de Zarzis (arabe : الترجي الرياضي الجرجيسي), plus couramment abrégé en ES Zarzis, est un club tunisien de football fondé en 1934 et basé dans la ville de Zarzis.

## Histoire
C'est au début des années 1980, sous la présidence de Fethi Gana, que le club commence à prendre de l'envergure en rejoignant la division 2 Centre-Sud. Malgré sa rétrogradation en troisième division en 1983, en raison de la jeunesse et l'inexpérience de ses joueurs, le club tient à garder son entraîneur, le Bulgare Romanov et a réussi à rejoindre définitivement les clubs de niveau national.
Il monte pour la première fois en Ligue I en 1991, sous la présidence de Fethi Gana, pour une année de rodage, et y revient à nouveau en 1994, ne perdant sa place au sein de l'élite qu'à une seule occasion en 2003. Aziz Dhouib assure la présidence du club lorsqu'il accède en Ligue I en 2004, remporte la coupe de Tunisie une année plus tard contre l'Espérance sportive de Tunis (2-0) et participe à la coupe de la confédération 2006.
La saison 2007-2008, marquée par plusieurs changements d'entraîneurs et par de nombreux malentendus, se termine par la rétrogradation du club en Ligue II.

## Écusson

Logo ancien.
Logo actuel.

## Palmarès
| Compétitions nationales                                                                         |
| ----------------------------------------------------------------------------------------------- |
| - Coupe de Tunisie (1) : - Vainqueur : 2005 - Championnat de Tunisie D2 (1) : - Champion : 2009 |

## Personnalités

### Entraîneurs
- 1981-1982 : Thamer Ksiksi puis Mohamed Ali Ben Jeddi puis Bouzommita[Qui ?]
- 1982-1983 : Vassil Romanov (Bulgarie)
- 1983-1984 : Vassil Romanov (Bulgarie)
- 1984-1985 : Vassil Romanov (Bulgarie)
- 1985-1986 : Moncef Arfaoui
- 1987-1988 : Dimitri Milev (Bulgarie)
- 1988-1989 : Dimitri Milev (Bulgarie)
- 1989-1990 : Tahar Bellamine puis Belhassen Meriah
- 1990-1991 : Dimitri Milev (Bulgarie)
- 1991-1992 : Dimitri Milev (Bulgarie) puis Mokhtar Tlili
- 1992-1993 : Dimitri Milev (Bulgarie) puis Habib Masmoudi
- 1993-1994 : Ferid Laaroussi puis Mokhtar Tlili
- 1994-1995 : Ridha Akacha
- 1995-1996 : Taoufik Ben Othman puis Mokhtar Tlili puis Khaled Ben Yahia
- 1996-1997 : Riadh Charfi puis Moncef Arfaoui puis Tijani Mcharek
- 1997-1998 : Habib Mejri puis Tijani Mcharek puis Mokhtar Tlili
- 1998-1999 : Serge Devèze (France) puis Mohamed Sraieb
- 1999-2000 : Ridha Akacha puis Kazimiro[Qui ?] (Pologne)
- 2000-2001 : Ridha Akacha (intérim) puis Tijani Mcharek
- 2001-2002 : Serge Devèze (France) puis Mohamed Sraieb et Noureddine Laabidi puis Mrad Mahjoub
- 2002-2003 : Mrad Mahjoub puis Moncef Arfaoui puis Khaled Ben Yahia puis Moncef Mcharek puis Mohamed Ben Sliman
- 2003-2004 : Ridha Akacha puis Ahmed Labiedh puis Lassaâd Maâmar (en)
- 2004-2005 : Lassaâd Maâmar (en)
- 2005-2006 : Mohamed Sraieb puis Jean-Michel Bruyer (France)
- 2006-2007 : Abdelhak Benchikha (Algérie)
- 2007-2009 : Moncef Chargui puis Mokhtar Tlili puis Ahmed Labiedh puis Lassaâd Maâmar (en)
- 2009-2010 : Jalel Kadri puis Azzedine Aït Djoudi (Algérie) puis Sofiene Hidoussi
- 2010-2011 : Chiheb Ellili puis Tarek Thabet
- 2012-2013 : Kamel Zouaghi puis Lassaâd Maâmar (en)
- 2013-2014 : Lassaâd Maâmar (en) puis Noureddine Bourguiba puis Moncef Mcharek
- 2014-2015 : Skander Kasri
- 2015-2016 : Mounir Rached puis Moncef Mcharek
- 2016-2017 : Ahmed Labiadh, Mounir Rached puis Lassaâd Maâmar (en)
- 2017-2018 : Noureddine Bourguiba puis Mounir Rached puis Ridha Jeddi puis Elyes Smaali
- 2018-2019 : Moncef Mcharek
- 2019-2021 : Aymen Mnafeg puis Anis El Bez puis Chaker Meftah
- 2021-2022 : Mounir Rached
- 2022-2023 : Mondher Bouzoumita
- 2023-2024 : Kais Zouaghi[4] puis Moncef Mcharek[5]
- 2024-2025 : Anis Boujelbene[6]
- depuis 2025 : Hamdi Jabnoune[7] (intérim) puis Ghazi Ghrairi[8] puis Anis Boujelbene